# 京剧四大名旦

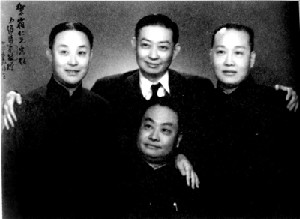
前排程砚秋，后排右起荀慧生、梅兰芳、尚小云，约摄于1932年长城唱片公司

京剧四大名旦，一般而言是指民国十六年（1927年）由北京《顺天时报》评选出的梅兰芳、程砚秋、尚小云、荀慧生、徐碧云五位著名的京剧旦角中的前四位。徐碧云虽然当时也是极为著名的旦角演员，但是后来的成就远不及梅尚程荀，故而其名不为人知。
但是也有一些专家认为，所谓《顺天时报》评选京剧“五大名旦”的活动本身就是北平“瑞蚨祥”绸缎庄为了捧徐碧云而发起的，而梅程尚荀的“四大名旦”的称号应该在1927年以前就开始流传了，无论如何，四大名旦代表了京剧旦行艺术的最高成就是可以视作定论的。
四大名旦与当时梨园界的“通天教主”王瑶卿都有密切的联系，并或多或少地受到了他的教导或影响。王瑶卿有一句概括四大名旦的话：“梅兰芳的样，程砚秋的唱，尚小云的棒，荀慧生的浪。”程的唱腔、尚的武功、荀的表演是他们最突出的特征，而梅兰芳的样并不仅仅指他的扮相、外貌，而是一种整体观感。在四大名旦中，程砚秋曾拜梅兰芳为师。